# 人気声優のつくりかた
『人気声優のつくりかた』は、MintCUBEより2017年1月27日に発売された18禁美少女アドベンチャーゲーム。
2018年1月25日にエンターグラムよりPlayStation 4、PlayStation Vitaが発売した。

## ストーリー
主人公・永倉啓人は元子役。今は芸能活動から遠ざかり、成香台学園に通う傍ら、母の知人が務める声優事務所「プロダクション･ブルーム」で台本回収のアルバイトを始めた。その母がぎっくり腰で入院し、成香台学園芸能科の女子寮「舞風寮」の管理人・寮母の仕事ができなくなった。仕方なく、家事万能の啓人と料理が得意な妹の小夏が住み込みで代理を務める事になる。また啓人は、憧れの人気声優・来栖祐果子とひょんな事から面識を持った。音声収録の現場を巡る事で、これまで近くて遠い存在だった女性声優達との距離が縮まっていく一方、小夏も声優としての素質を見出され、デビューに向けて歩み始めた……。

## 登場人物
永倉 啓人（ながくら けいと）
本編の主人公。中堅声優事務所でアルバイトをする。これまで遠巻きに眺めていた声優業界の現場に触れて、驚きと感動を重ねる日々。また、母と今は亡き父が守ってきた舞風寮をしっかり運営するべく使命感に燃える反面、可愛い女の子ばかりに囲まれた環境で戸惑う事も。
瀬能 いつみ（せのう いつみ）
声 - 遥そら
身長：160cm B91/ W57/ H89 誕生日：4月4日
成香台学園の生徒会長と舞風寮の寮長を務め、日頃からトレーニングを欠かさない。デビュー１年目でアニメの準レギュラー役を獲得したものの、それ以降は役に恵まれずにいる。演技力は高いが、生真面目な性格のためか「突き抜けたところがない」と評されている。
永倉 小夏（ながくら こなつ）
声 - くすはらゆい
身長：152cm B87/ W55/ H84 誕生日：1月18日
主人公の妹で寮の管理人を務める。コミュニケーション能力が高く、料理が得意なしっかり者。声質の良さを見込まれ、声優として訓練を受ける事になる。
来栖 祐果子（くるす ゆかこ）
声 - 奏雨
身長：157cm B88/ W56/ H86 誕生日：12月29日
人気のあるアイドル声優であるが、私生活はインドア派で人見知り。大手声優事務所「クラブイット」所属。スタジオで啓人とぶつかってスマホを壊してしまった事故がきっかけで、交流を持つ。

## スタッフ
- キャラクターデザイン・原画 - 浅川しな
- シナリオ - 夜村卓、双葉亮一